# Mehmet Shehu
Mehmet Shehu (Çorush, 1913. január 10. – Tirana, 1981. december 17.) albán politikus, 1954 és 1981 között Albánia miniszterelnöke. Enver Hoxha hűséges munkatársaként, bizalmasaként és legközelebbi elvtársaként három évtizeden keresztül Albán Szocialista Népköztársaság egyik legjelentősebb alakja volt.

## Élete
A dél-albániai Mallakastër kerületben, muzulmán toszk családban született. Az Amerikai Vörös Kereszt egyik szakiskolájába járt és angolul tanult. 1935-ben a nápolyi katonai iskolába iratkozott be, de antifasiszta nézetei miatt hamarosan kizárták. Hazatérve Tiranában katonai pályára lépett, majd 1937 és 1939 között a spanyol polgárháborúban a Garibaldi-brigád parancsnokaként harcolt. A köztársaságiak veresége után három évet egy francia internálótáborban töltött, majd 1942-ben visszatért olasz megszállás alatt álló hazájába.
Azonnal csatlakozott az albán partizánmozgalom, a Nemzeti Felszabadítási Hadsereg küzdelmeihez, valamint részt vett a nem sokkal azelőtt megalakult Albán Kommunista Párt munkájában. 1943-ban a párt központi bizottságának póttagja lett, és márciusban parancsnoksága alatt megalakult a partizánhadsereg első rohambrigádja. Brigádjával Tirana felszabadításáért harcolt, majd levert egy Shkodra környéki antikommunista felkelést, s az abban részt vevő észak-albániai nemzetségfőket kivégeztette. Nagy hírnevet vívott ki magának rendíthetetlen hűségével és brutalitásával. 1944-től a Nemzeti Felszabadítási Hadsereg egyik hadosztályparancsnoka lett, s az 1944. október 22-én Beratban megalakult ideiglenes kormányban is szerepet kapott.
Miután a kommunisták 1944. november 29-ére felszabadították egész Albániát a német megszállás alól, Shehu lett az albán hadsereg vezérkarának parancsnokhelyettese. A moszkvai Vorosilov Katonai Akadémián végzett kiegészítő tanulmányai után, 1948. október 2-ától a hadsereg főparancsnoka lett, előbb altábornagyi, majd tábornagyi rangban.
1947-től nemzetgyűlési képviselő lett. Minthogy a hivatalos pártvonalat megelőzve kritikát fogalmazott meg Tito Jugoszláviájával szemben, rövid időre kizárták a központi bizottságból, de csakhamar – az albán–jugoszláv kapcsolatok elhidegülésével – rehabilitálták. 1948-ban újra a központi bizottság tagja lett, és annak titkári tisztét is ellátta 1953. június 24-éig. 1948 őszén Hoxha kormányában megkapta a belügyminiszteri és állambiztonsági tárcát, és a politikai rendőrség, a Sigurimi vezetője lett. Az 1940-es évek végére irányításával állították félre a párt útjából a másként gondolkodókat, majd a jugoszlávbarát pártkádereket. Ennek során ezreket küldött börtönbe és végeztetett ki, s a pártfőtitkár és miniszterelnök Enver Hoxha legközelebbi ideológiai harcostársává, a „nép ellenségeinek” kíméletlen hóhérává vált.
A Sztálin halálát követő desztalinizáció hatására, az állami és párttisztségek szétválasztása jegyében Hoxha 1954. július 20-án a miniszterelnöki széket legfőbb bizalmasának, Shehunak adta át. A posztot haláláig töltötte be, s 1974-től a honvédelmi tárcát is Shehu vezette.
Miniszterelnökként harcosan képviselte az Albán Munkapárt érdekeit bel- és külföldön egyaránt. A kommunista nemzetek közti találkozókon Hoxhánál élesebben bírálta előbb a jugoszlávokat, majd a szovjeteket, s ő volt az is, akinek javaslatára és vezetésével 1956 szeptemberében az első albán küldöttség Pekingbe utazott, hogy elmélyítsék a kapcsolatokat a két nép között. Albánia „erős emberének” számított, a közvélemény és a pártkáderek egyaránt arra számítottak, hogy Hoxha utódja Shehu lesz a párt élén. A Kínával történt 1978-as szakítást követően azonban megváltozott a két pártvezető viszonya. Hoxha a patrónus nélkül maradt Albániában a szerény gazdasági mutatók ellenére teljes önellátásra akart berendezkedni, míg Shehu ellenezte ezt a totális izolacionizmust és nyitást szorgalmazott. A nézetkülönbség következményeként Shehu 1980. április 26-án lemondott a honvédelmi tárcáról, majd a következő év végén rejtélyes körülmények között elhunyt.
1981. december 18-án, a reggeli órákban holtan találtak rá lakása hálószobájában, a fején egy golyó ütötte lyukkal. A hivatalos verzió szerint idegösszeomlást követően öngyilkos lett. Az idegösszeomlás és az öngyilkosság ellen szól, hogy sem lelki, sem testi betegségéről a pártvezetők orvosai nem tudtak, de esetleges meggyilkolását a mai napig nem sikerült tisztázni. Szárnyra keltek olyan hírek is, hogy Hoxha saját kezűleg ölte meg őt a központi bizottság egyik ülésén, majd holttestét otthonába szállították. Tény az, hogy a kor albán jogrendje bűnnek minősítette az öngyilkosságot, így Shehu már halála napján a „nép ellensége” lett, s a közép-albániai Ndroq falu közelében, egy jelöletlen sírba helyezték el holttestét. Még halálának kitudódása napján, szokatlan gyorsasággal kijelölték utódját Adil Çarçani személyében. Csakhamar további „tényeket” tártak fel múltját illetően, négy évtizeden át hű harcostársát maga Hoxha leplezte le. Eszerint Shehu a CIA-nak és a KGB-nek egyaránt kémkedő titoista diverzáns, a jugoszláv titkosszolgálat embere volt. Shehu alakja kiradírozódott az albán párttörténetírásból.
Egy éven belül letartóztatták és börtönbe vetették Shehu feleségét, Fiqrete Sanxhaktari tanárnőt – akivel annak idején a partizánmozgalomban ismerkedtek össze –, valamint két fiát. A rendszerváltás előestéjén, 1991-ben a börtönből kiszabadult kisebbik fiú, Bashkim Shehu 2001. november 19-én találta meg apja földi maradványait.
Shehu alakját és életét az albán író, Ismail Kadare dolgozta fel Az utód (albánul: Pasardhësi) című, 2003-ban megjelent művében.